# 주제 사라마구
주제 드 소자 사라마구(포르투갈어: José de Sousa Saramago 조제 드 소자 사라마구[*], [ʒuˈzɛ sɐɾɐˈmaɣu], 1922년 11월 16일 ~ 2010년 6월 18일)는 노벨 문학상을 수상한 포르투갈의 소설가이자 언론인이다. 우화적으로 보일 수도 있는 그의 작품들은, 대개 현재의 체제를 전복시키는 역사적 사건을 조명함으로써 인간의 본성을 역설하였다. 1998년 95번째 노벨 문학상을 수상하였으며, 2010년 지병으로 인한 다발성 장기 부전으로 세상을 떠났다.

## 생애
사라마구는 1922년 포르투갈 중부 히바테주주의 작은 마을인 아지냐가에서 땅 없는 가난한 농부의 가정에서 태어났다. 그의 부모는 주제 소자(José de Sousa)와 마리아 피에데드(Maria Piedade)이다. “사라마구”는 영국에서 야생 무(wild radish)로 알려진 초본 식물의 이름으로, 그의 아버지 가문의 별칭이었는데, 우연히도 출생 신고 과정 중 이름란에 잘못 기재되었다고 한다. 그가 3세 때인 1924년, 사라마구의 가족은 그의 아버지가 경찰관으로 일하게 되어 수도 리스본으로 이주했다. 몇 개월 후에 사라마구보다 2살 많은 그의 형 프랑시스가 사망했고, 사라마구는 아진냐가에서 조부모와 함께 휴양을 보내게 된다.
고등학교만 마치고 기능공, 공무원, 번역가, 평론가, 신문 기자, 잡지사와 출판사의 편집위원 등 여러 직업을 거쳤다. 사라마구는 1947년 첫 소설 《죄악의 땅》을 발표했으나, 독재자 살라자르 시절 내내 문학 창작보다는 정치 칼럼니스트로 활동했다.
본격적으로 문학에 몰두하기 시작한 것은 1966년, 《가능한 시》라는 시집을 발표하면서부터이다. 이후 시, 소설, 희곡, 콩트 등 다양한 장르를 넘나들며 작품을 발표했지만 문학적 명성을 공고히 한 작품은 79년작 《바닥에서 일어서서》이다. 이후 《수도원의 비망록》(1982년), 《돌뗏목》(1986년) 등이 크게 인기를 얻으며 그의 작품은 25개 언어로 번역되기에 이르렀다. 그의 작품은 독자들을 몹시 긴장시키는 것으로 유명한데 소설 속에 쓰이는 문장 부호는 마침표와 쉼표뿐, 직간접 화법조차 구분하지 않는다. 거기에 눈에 보이는 사실의 세계에 얽매이지 않고 초자연적인 요소까지 수용하는 거대한 상상력이 특징이다. 1998년 95번째 노벨 문학상 수상자로 선정되었다.

## 작품 목록
| 원제목(포르투갈어)                    | 발표년도 | 영어 제목                             | 발행년도 | ISBN       | 한국어 제목                         | 발행년도    | ISBN                   |
| ------------------------------------- | -------- | ------------------------------------- | -------- | ---------- | ----------------------------------- | ----------- | ---------------------- |
| Terra do Pecado                       | 1947     |                                       |          |            | 죄악의 땅                           |             |                        |
| Os Poemas Possíveis                   | 1966     |                                       |          |            | 가능한 시                           |             |                        |
| Provavelmente Alegria                 | 1970     |                                       |          |            |                                     |             |                        |
| Deste Mundo e do Outro                | 1971     |                                       |          |            |                                     |             |                        |
| A Bagagem do Viajante                 | 1973     |                                       |          |            |                                     |             |                        |
| As Opiniões que o DL teve             | 1974     |                                       |          |            |                                     |             |                        |
| O Ano de 1993                         | 1975     |                                       |          |            |                                     |             |                        |
| Os Apontamentos                       | 1976     |                                       |          |            |                                     |             |                        |
| Manual de Pintura e Caligrafia        | 1977     | Manual of Painting and Calligraphy    | 1993     | 1857540433 | 회화와 서예의 안내서                |             |                        |
| Objecto Quase                         | 1978     |                                       |          |            | 유사 사물                           |             |                        |
| Levantado do Chão                     | 1980     |                                       |          |            | 바닥에서 일어나                     |             |                        |
| Viagem a Portugal                     | 1981     | Journey to Portugal                   | 2000     | 0151005877 |                                     |             |                        |
| Memorial do Convento                  | 1982     | Baltasar and Blimunda                 | 1987     | 0151105553 | 수도원의 비망록                     | 1998        | ISBN 89-7075-139-4     |
| O Ano da Morte de Ricardo Reis        | 1986     | The Year of the Death of Ricardo Reis | 1991     | 0151997357 | 히카르두 헤이스가 죽은 해           |             |                        |
| A Jangada de Pedra                    | 1986     | The Stone Raft                        | 1994     | 0151851980 | 돌 뗏목                             | 2006        | ISBN 89-7337-729-9     |
| História do Cerco de Lisboa           | 1989     | The History of the Siege of Lisbon    | 1996     | 015100238X | 리스본 쟁탈전                       | 2007        | ISBN 89-7337-822-8     |
| O Evangelho Segundo Jesus Cristo      | 1991     | The Gospel According to Jesus Christ  | 1993     | 0151367000 | 예수복음 (예수의 제2복음)           | 2010 (1998) | ISBN 978-89-7337-231-7 |
| Ensaio sobre a Cegueira               | 1995     | Blindness                             | 1997     | 0151002517 | 눈먼 자들의 도시                    | 1998        | ISBN 89-7337-212-2     |
| Todos os Nomes                        | 1997     | All the Names                         | 1999     | 0151004218 | 이름 없는 자들의 도시 (모든 이름들) | 2008 (1999) | ISBN 89-7337-942-9     |
| O Conto da Ilha Desconhecida          | 1997     | The Tale of the Unknown Island        | 1999     | 0151005958 | 미지의 섬                           | 2000        | ISBN 89-7891-106-4     |
| A Caverna                             | 2001     | The Cave                              | 2002     | 0151004145 | 동굴                                | 2006        | ISBN 89-7337-750-7     |
| O Homem Duplicado                     | 2003     | The Double                            | 2004     | 0151010404 | 도플갱어                            | 2006        | SBN 8973377752         |
| Ensaio sobre a Lucidez                | 2004     | Seeing                                | 2006     | 0151012385 | 눈뜬 자들의 도시                    | 2007        | ISBN 89-7337-829-5     |
| Don Giovanni ou o Dissoluto Absolvido | 2005     |                                       |          |            | 돈 지오반니와 돌아온 탕자           |             |                        |
| As Intermitências da Morte            | 2005     | Death with Interruptions              | 2008     | 1846550203 | 죽음의 중지                         |             |                        |
| As Pequenas Memórias                  | 2006     |                                       |          |            | 작은 기억들                         |             |                        |
| A Viagem do Elefante                  | 2008     | The Trip of the Elephant              |          |            |                                     |             |                        |
| Caim                                  | 2009     | Cain                                  |          |            | 카인                                |             |                        |

## 참고 자료
- 이 문서에는 다음커뮤니케이션(현 카카오)에서 GFDL 또는 CC-SA 라이선스로 배포한 글로벌 세계대백과사전의 내용을 기초로 작성된 글이 포함되어 있습니다.